# Bernardo de Ulloa
Bernardo de Ulloa y Sousa, (Sevilla, 1682 - Madrid, 1740) fue un economista español, aristócrata y Caballero Veinticuatro de la ciudad de Sevilla, de la que llegó a ser Alcalde Mayor. Había sido partidario de Felipe V durante la Guerra de Sucesión.

## Biografía
Como economista, fue discípulo de Jerónimo de Uztáriz, y destacó por sus ideas mercantilistas. Escribió varias obras, reflejo de las preocupaciones e intereses del primer reformismo borbónico en España, entre las que destaca Restablecimiento de las fábricas y comercio español: errores que se padecen en las causas de su decadencia, y los medios eficaces de que florezca de 1740.
Casado con Josefa de la Torre-Guiral, fue padre de Antonio de Ulloa, conocido científico y militar, Zenón que fue de la orden de los agustinos, Pascual y Fernando, oficiales de Infantería, este último ingeniero vinculado a la construcción del Canal de Castilla, Martín de Ulloa, jurista e historiador, Vicente, oficial naval, María y Luisa, casadas en 1756, y Margarita y Josefa, religiosas.